# 滿朝薦
滿朝薦（1561年—1629年），字汝揚，號震东、震寰，湖广麻陽縣兰里人，明朝政治人物。萬曆甲辰（1604年）進士，官至太仆寺正卿。

## 生平
满朝荐10岁入塾，24岁中举人，其后历次参试，均名落孙山。万历三十二年（1604年），43岁的他再次参加会试，中甲辰榜會試第32名，登甲辰科三甲125名進士。担任陕西咸宁县知县期间，关中一带盗徒潜遁匿迹，百姓门不夜闭。后因御马监监丞梁永纵容其下属抢夺百姓财物，贪赃枉法，满朝荐将王大义等绳之以法，遭到梁永的报复，被其以擅刑税役的罪名上疏万历皇帝，万历帝不察，下诏降满朝荐于广西。大学士沈鲤据实上奏万历皇帝，皇帝不听，经陕西巡抚顾其志澄清，奉旨宽宥、官复原职。1607年，因触犯权贵，坐冤案入狱，受到严刑拷打，不屈不挠，6年后出狱。朱由校即位后，满朝荐出任南京刑部郎中，升至尚宝司正卿，之后出任太仆寺少卿。天啟二年（1622年），因上疏觸怒魏忠賢，褫職為民。崇禎二年（1630年）薦起故官，未上任卒。

## 著述
- 《十大可忧，七大可怪》
- 《颠倒本》
- 《椒山赋》
- 《流火赋》
- 《灵龟赋》

| 官衔          | 官衔                         | 官衔          |
| ------------- | ---------------------------- | ------------- |
| 前任： 劉文焕 | 明朝咸宁县知县 1604年—1607年 | 繼任： 陳王庭 |

## 延伸阅读
[在维基数据编辑]
 《明史卷二百四十六》，出自《明史》